# Étigbanon
L'étigbanon (mot abbey signifiant en français : grand tambour, mère des tambours ou tam-tam parleur) est un instrument de percussion membranophone fabriqué et utilisé par le peuple abbey de Côte d'Ivoire. Cet instrument accompagne plusieurs danses traditionnelles exécutées lors des cérémonies de réjouissances, religieuses, funéraires et dans les festivals culturels.

## Facture
L'étigbanon se décrit comme des tambours jumelés (mâle et femelle) dont la caisse de résonance proprement dite est cylindrique. Le pied se rétrécit vers le bas et repose sur le sol à l’aide d’un socle. Ce sont des tambours monoxyles car le socle et la caisse de résonance, de forme cylindrique, étranglée vers le bas, sont creusés dans un même tronc de bois. Un rebord en relief marque la partie inférieure de la caisse proprement dite. Son emploi est toujours réservé à un spécialiste, désigné par le chef de village et instruit au préalable dans cet art. Ces tambours sont frappés avec deux baguettes fourchues. Ils mesurent environ 100 à 150 cm de long. Ils sont tenus en équilibre par des supports en bois ou tout autre objet (à savoir:  tréteau, banc ou brique); le visage du couple s’inclinant vers le musicien ou vers l’avant. Ils sont traditionnellement recouverts d’une peau de gazelle ou de biche.

## Jeu
Servant à la transmission de messages, ces tambours dits « parleurs » imitent la voix humaine en livrant des messages de toutes sortes. Ce langage est phonétique, c’est-à-dire qu’il imite la voix humaine, ou syntaxique quand il suit un code. Seuls les initiés peuvent entendre les articulations de ce langage et le véhiculer. Le tambour mâle émet un son grave et le tambour femelle, un son aigu. Georges Niangoran-Bouah nous apprend que « le mâle émet un son grave parce que la paroi de la caisse de résonance est mince et la cavité intérieure plus grande. La femelle émet un son aigu parce que la paroi de la caisse est plus grande et la cavité intérieure moins importante ». Selon le même auteur, les textes tambourinés livrés par ces tambours parleurs ne sont pas en abbey mais dans une langue très proche du baoulé. Le tambour parleur est tellement entré dans les mœurs des peuples qu’il constitue une troisième forme de langage, aux côtés des langues écrite et vocalisée.